# يوروكوبتر إيه إس 350
يوروكوبتر إيه إس 350 (بالإنجليزية: Eurocopter AS350)‏ هي مروحية خفيفة متعددة الأغراض، أنتجت في 1975. صنعت في الأصل من قبل ايروسباسيال في فرنسا، وهي الآن جزء من مجموعة يوروكوبتر. وتستخدم بشكل أساسي من قبل القوات الجوية البرازيلية. كان أول طيران لها في 26 يونيو 1974. وما زالت في الخدمة حتى الآن.
يتم تسويق إيه إس 350 في أمريكا الشمالية باسم أستار (AStar). أما الطراز البديل ذو المحركين والمعروف باسم يوروكوبتر إيه إس 355 (AS355Ecureuil 2) فيتم تسويقه في أمريكا الشمالية باسم (TWINSTAR). هو في حين أن يوروكوبتر إي سي 130 هو مشتق من هيكل الطائرة إيه إس 350. .

## التصميم والتطوير
بدأ التطوير في بداية سبعينات القرن الماضي لاستبدال المروحية إيروسباسيال ألويت 2. انطلقت أول رحلة في 26 يونيو 1974. وبالرغم من التسويق الضحم التي حظت به الطائرة التالية والمطورة اليوروكوبتر إي سي 130 بقت مبيعات اليوروكوبتر أيه إس 350 قوية وجيدة.
وقّعت الشركة عقداً ضخم مع القوات الجوية البرازيلية من ضمنه تحديث وإرسال إسطول مكوّن من 36 مروحية أيه إس 350.

## التاريخ التشغيلي

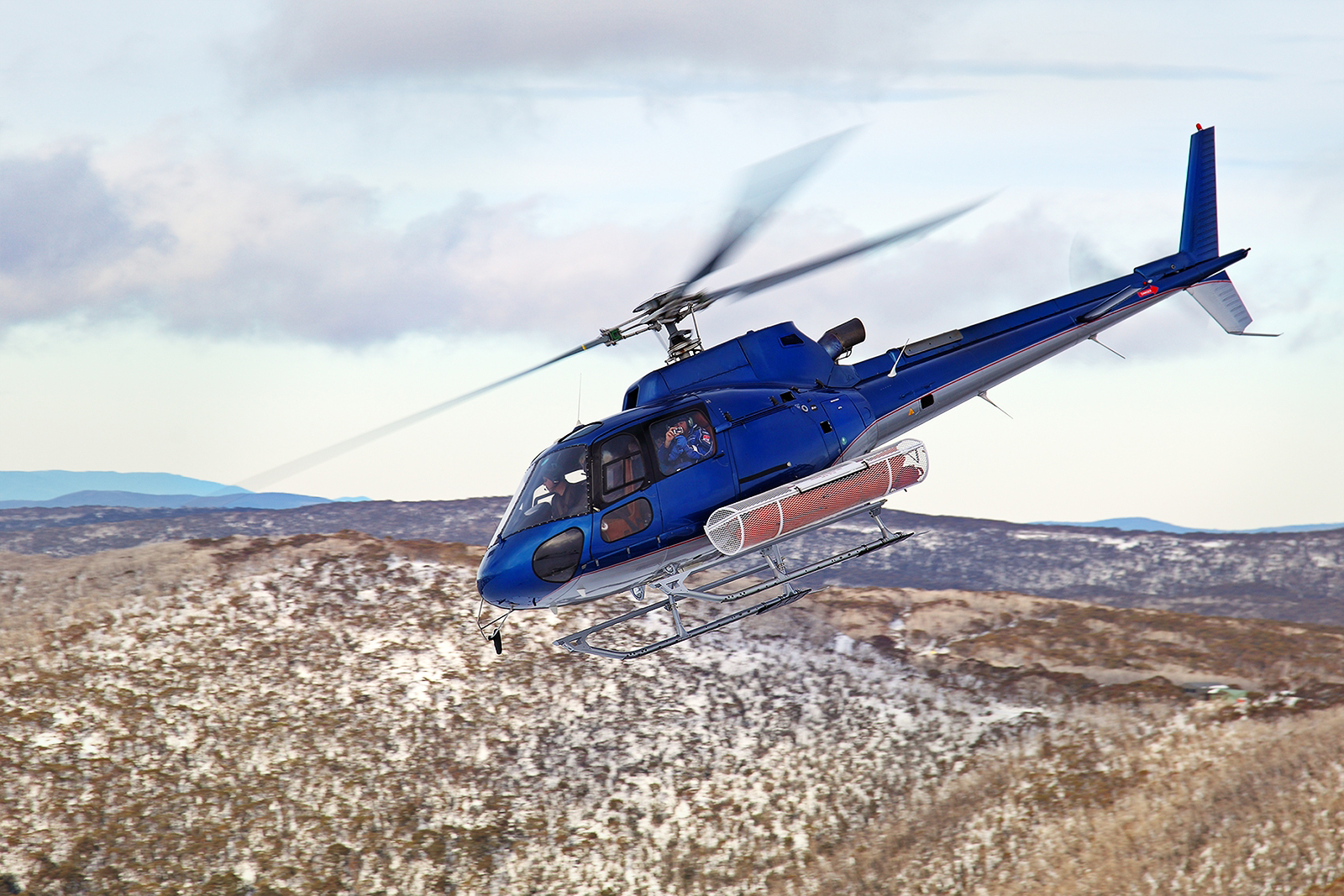
طائرة إنقاذ من طراز يوروكوبتر إيه إس 350

في 14 مايو 2005 نجح الطيار التجريبي لشركة يوروكوبتر ديديه ديلسالي في الهبوط على قمة جبل إفرست البالغ ارتفاعها 8,848 متر (29,030 قدم) بطائرة أيه سي 350. وتم تأكيد هذا الإنجاز القياسي من قبل المنظمة الفيدرالية للألعاب الجوية.
في 29 أبريل 2010 نجحت أيه سي 350 بإنقاذ 3 متسلقين من على قمة أنابورنا في النيبال على علو 8,091 متر، وتعد أعلى عملية إنقاذ إلى الآن.

## المستخدمون
- القوات الجوية التونسية
- القوات الجوية البرازيلية
- القوات الدفاع الملكية الأسترالية
- سلاح الجو الملكي الأردني

## مواصفات (AS350 B3)

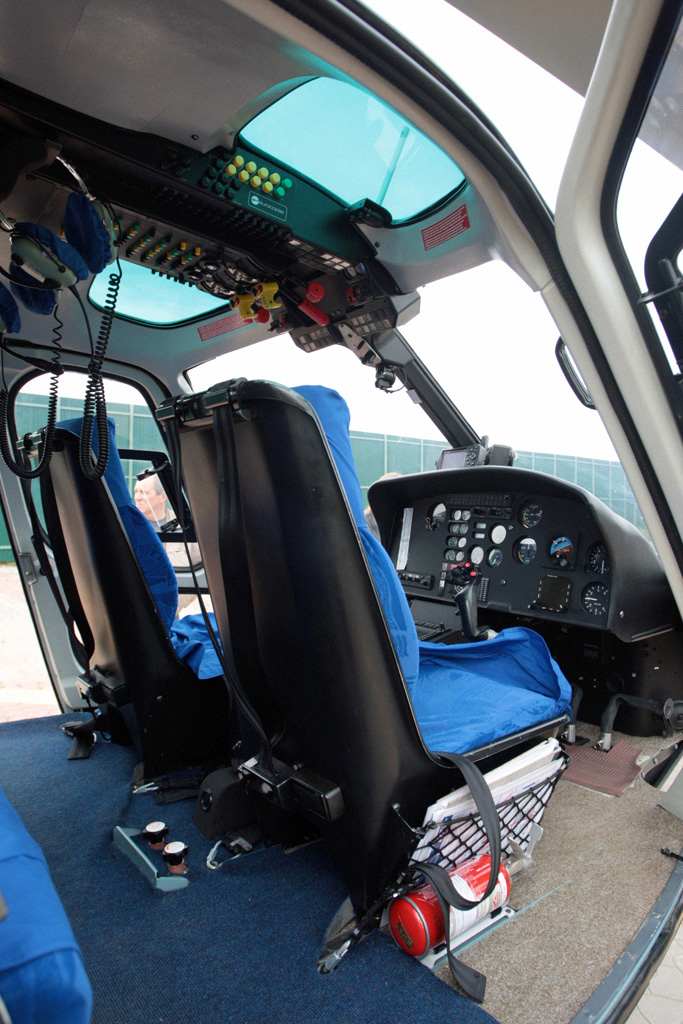
Forward cabin of an AS355, 2008

البيانات من Brassey's World Aircraft & Systems Directory 1999/2000
الخصائص العامة
- الطاقم: 1
- السعة: 5
- الطول: 10.93 m[7] (35 ft 10½ in)
- قطر الدوار: 10.7 m (35 ft 1 in)
- الارتفاع: 3.14 m (10 ft 3½ in)
- مساحة القرص : 89.75 m² (966.1 sq ft)
- الوزن فارغة: 1,174 kg (2,588 lb)
- وزن الإقلاع الأقصى: 2,250 kg (4,960 lb)
- محرك الطائرة: 1 × Turbomeca Arriel 2B محرك عمود دوران توربيني, 632 kW (847 shp)

الأداء
- لا تتجاوز سرعة: 287 km/h (155 knots, 178 mph)
- سرعة العبور: 245 km/h (132 knots, 152 mph)
- مدى (طائرة): 662 km (357 ميل بحري, 411 mi)
- قدرة التحمل: 4.1 hrs
- سقف الخدمة: 4,600 m (15,100 ft)
- معدل الصعود: 8.5 m/s (1,675 ft/min)

الكترونيات الطيران

Vehicle and Engine Monitoring Display (VEMD) with First Limit Indicator (FLI) fitted as standard.